# Ingrid Baumgärtner
Ingrid Baumgärtner (* 22. Mai 1957 in Augsburg) ist eine deutsche Historikerin für Mittelalterliche Geschichte. Seit September 1994 lehrt sie als Professorin für Geschichte des Mittelalters an der Universität Kassel.

## Leben und Wirken
Ingrid Baumgärtner besuchte von 1963 bis 1967 die Volksschule Asbach-Bäumenheim und von 1967 bis 1976 das Neusprachliche Gymnasium Donauwörth. Dort erwarb sie ihr Abitur 1976. Anschließend studierte sie von 1976 bis 1983 Geschichte, Germanistik und Sozialkunde an der Universität München. Im Jahre 1983 wurde sie bei Laetitia Boehm promoviert mit einer Arbeit über den spätmittelalterlichen italienischen Rechtsgelehrten Martinus Garatus Laudensis. Von 1983 bis 1992 arbeitete Baumgärtner zunächst als wissenschaftliche Mitarbeiterin, später als Akademische Rätin auf Zeit am Lehrstuhl für Mittelalterliche Geschichte der Universität Augsburg; sie war Gastprofessorin an der University of Pittsburgh und Habilitationsstipendiatin der DFG in Rom. Im Jahr 1992 habilitierte sie sich in Augsburg mit einer Schrift zum Thema Rom – Stadt und Kommune im 12. und 13. Jahrhundert. Danach folgten Forschungsaufenthalte in den USA am Institute for Advanced Study in Princeton und an der Stanford University, eine Lehrstuhlvertretung für Werner Paravicini an der Universität Kiel sowie ein Heisenberg-Stipendium der DFG. 
Von 1983 bis 1984 war sie wissenschaftliche Mitarbeiterin, von 1984 bis 1992 Akademische Rätin auf Zeit und von 1993 bis 1994 Privatdozentin an der Universität Augsburg. Ab September 1994 hatte Baumgärtner die Professur für Mittelalterliche Geschichte an der Universität Kassel inne. Dort war sie von 2009 bis 2011 Dekanin des Fachbereiches Gesellschaftswissenschaften. Sie hat eine Seniorprofessur für Mittelalterliche Geschichte an der Universität Kassel. Sie ist Research Associate an der Villa I Tatti, The Harvard University Center for Italian Renaissance Studies, in Florenz (seit 2007), Schatzmeisterin im Vorstand des Mediävistenverbandes (seit 2003), Stellvertretende Vorsitzende des Deutschen Studienzentrums in Venedig (seit 2009) und Mitglied im Beirat der hessischen Frauenförderprogramme ProProfessur und SciMento (seit 2010) und des Hauptausschusses der Historischen Kommission für Hessen (seit 2002). 
Ihre Forschungsschwerpunkte betreffen die nordhessische Regionalgeschichte ebenso wie die europäische Kulturgeschichte und die Italienforschung. Zu erwähnen sind vor allem die von der DFG und der Gerda Henkel Stiftung geförderten Projekte zur Kartographie-, Stadt-, Raum- und Rechtsgeschichte. Anlässlich der 1100-jährigen urkundlichen Ersterwähnung Kassels gab Baumgärtner 2013 einen Sammelband über die mittelalterliche Geschichte Kassels vom Königshof zur Stadt heraus.

## Schriften (Auswahl)
Monografien
- Martinus Garatus Laudensis. Ein italienischer Rechtsgelehrter des 15. Jahrhunderts (= Dissertationen zur Rechtsgeschichte. Bd. 15). Böhlau, Köln u. a. 1986, ISBN 3-412-07186-2 (Zugleich: München, Universität, Dissertation, 1982/1983).

Herausgeberschaften
- Consilia im späten Mittelalter. Zum historischen Aussagewert einer Quellengattung (= Studi. Schriftenreihe des Deutschen Studienzentrums in Venedig. Bd. 13). Thorbecke, Sigmaringen 1995, ISBN 3-7995-2713-3.
- Kunigunde – eine Kaiserin an der Jahrtausendwende (= Furore-Edition. Bd. 893). Furore-Verlag, Kassel 1997, ISBN 3-927327-41-7.
- mit Winfried Schich: Nordhessen im Mittelalter. Probleme von Identität und überregionaler Integration (= Veröffentlichungen der Historischen Kommission für Hessen. Bd. 64). Elwert, Marburg 2001, ISBN 3-7708-1171-2.
- Helmarshausen. Buchkultur und Goldschmiedekunst im Hochmittelalter. Euregio-Verlag, Kassel 2003, ISBN 3-933617-16-2.
- mit Franz-Josef Arlinghaus, Vincenzo Colli, Susanne Lepsius und Thomas Wetzstein: Praxis der Gerichtsbarkeit in europäischen Städten des Spätmittelalters (= Rechtsprechung. Bd. 23). Klostermann, Frankfurt am Main 2006, ISBN 3-465-04007-4.
- mit Claudia Brinker-von der Heyde, Andreas Gardt und Franziska Sick: Nation – Europa – Welt. Identitätsentwürfe vom Mittelalter bis 1800. Klostermann, Frankfurt am Main 2007, ISBN 978-3-465-04020-0.
- mit Hartmut Kugler: Europa im Weltbild des Mittelalters. Kartographische Konzepte (= Orbis mediaevalis. Bd. 10). Akademie-Verlag, Berlin 2008, ISBN 978-3-05-004465-1.
- mit Paul-Gerhard Klumbies und Franziska Sick: Raumkonzepte. Disziplinäre Zugänge. V & R Unipress, Göttingen 2009, ISBN 978-3-89971-694-8.
- Vom Königshof zur Stadt. Kassel im Mittelalter. Euregio-Verlag, Kassel 2013, ISBN 978-3-933617-53-8.